# Herman IV van Zwaben
Herman IV van Zwaben (ca. 1015 - nabij Napels, 28 juli 1038) was de tweede zoon van Ernst I van Zwaben en van Gisela van Zwaben. Hij werd in 1030 hertog van Zwaben na de dood van zijn broer Ernst II. Omdat hij bij zijn benoeming nog minderjarig was, trad bisschop Warmann van Dillingen van Konstanz op als zijn regent. In januari 1036 trouwde hij met Adelheid van Susa, en werd zo ook markgraaf van Turijn. Hij overleed 28 juli 1038 bij Napels aan een ziekte, tijdens een veldtocht tegen de Italiaanse Normandiërs. Zijn lichaam werd teruggebracht naar Duitsland maar door de zomerhitte was dit uiteindelijk onmogelijk en werd hij begraven in Trente (stad). 
Van Herman en Adelheid is niet met zekerheid bekend of zij kinderen hadden. In genealogische reconstructies worden als mogelijke kinderen genoemd:
- Gebhard, een Beierse edelman die was getrouwd met de erfdochter van Sulzbach.
- Richwara, gehuwd met Berthold I van Zähringen